# باغ اقبال‌آباد
باغ اقبال آباد در نیمه دوم سده هشتم ه‍.ق در دوره حکومت آل مظفر به‌وسیله شاه شجاع در مسیر کرمان - شیراز ساخته شده بود. این باغ هم‌اکنون ویران شده است.